# Carlos Bellvís Llorens
Carlos Bellvís Llorens, född 24 april 1985, är en spansk fotbollsspelare, som började spela för den spanska klubben AD Alcorcón år 2014. Han spelar vanligtvis som vänsterback. Bellvís är 1,72 meter lång.